# Кристиан Далже
Кристиан Далже (на френски: Christian Dalger, 19 декември 1949 – 1 юли 2023) е френски футболист и треньор.
Започва да тича подир топката в родния си град Ним, но се изгражда като футболист в Тулон. Прави убийствен дует на терена с Делио Онис в Монако.
Единият му мач за националния отбор е на 16 ноември 1977 срещу  България 3:1 в Париж в последния и решаващ мач от квалификациите за Световното първенство по футбол през 1978, където отбелязва гол в 89-ата минута.
Другия си гол отбулязва в приятелски мач с Тунис (2:0) на 19 май 1978 година в 74 минута.

## Отличия

### Клубни
- 1981 Шампионска титла на Дивизия 3 във Франция (Тулон)
- 1980 Купа на Франция (Монако)
- 1978 Шампионска титла във Франция (Монако)
- 1974 Финалист за Купата на Франция (Монако)

### Национални
- 1978 Световно първенство по футбол: Учавства
- 1968 Европейско първенство по футбол до 19 г.: Вицешампион

Има 6 мача и 2 гола за националния отбор на Франция в периода от 1974 до 1978.

### Индивидуални
- 1978 Голмайстор на Дивизия 2, група В (Монако) – 18 гола

### Статистика
- 333 мача и 89 гола с Монако
- 223 мача с 58 гола в Дивизия 1
- 247 мача с 82 гола в Дивизия 2
- 4 мача в КЕШ
- 2 мача в КНК
- 4 мача в Купа на УЕФА

### Успехи като треньор
- Шампион на Дивизия 4, група Юг с „Гренобъл“ (1988)
- Шампион на Медитиране Промосион д'Оньор с „Витрол“ (1991, 1994)
- Шампион на Насионал 3, група Н с „Витрол“ (1995)